# Deppea nitida
Deppea nitida är en måreväxtart som beskrevs av Attila L. Borhidi och Salas-mor.. Deppea nitida ingår i släktet Deppea och familjen måreväxter. Inga underarter finns listade i Catalogue of Life.